# Medibank International 2007 - Qualificazioni singolare femminile
Le qualificazioni del singolare femminile del Medibank International 2007 sono state un torneo di tennis preliminare per accedere alla fase finale della manifestazione. I vincitori dell'ultimo turno sono entrati di diritto nel tabellone principale. In caso di ritiro di uno o più giocatori aventi diritto a questi sono subentrati i lucky loser, ossia i giocatori che hanno perso nell'ultimo turno ma che avevano una classifica più alta rispetto agli altri partecipanti che avevano comunque perso nel turno finale.
Le qualificazioni del torneo Medibank International  2007 prevedevano 32 partecipanti di cui 4 sono entrati nel tabellone principale.

## Teste di serie
1. Ai Sugiyama (Qualificata)
2. Assente
3. Meghann Shaughnessy (primo turno)
4. Aravane Rezaï (secondo turno)

1. Shenay Perry (secondo turno)
2. Nathalie Dechy (primo turno)
3. Peng Shuai (Qualificata)
4. Vania King (primo turno)

## Qualificati
1. Ai Sugiyama
2. Peng Shuai

1. Vera Duševina
2. Juliana Fedak

## Tabellone

### Legenda
| - Q = Qualificato - WC = Wild card - LL = Lucky loser | - ALT = Alternate - SE = Special Exempt - PR = Protected Ranking | - w/o = Walkover - r = Ritirato - d = Squalificato |

### Sezione 1
|  | Primo turno          | Primo turno          | Primo turno      | Primo turno | Primo turno |  |  | Secondo turno | Secondo turno       | Secondo turno       | Secondo turno | Secondo turno |   |   | Ultimo turno | Ultimo turno | Ultimo turno | Ultimo turno | Ultimo turno |  |
|  |                      |                      |                  |             |             |  |  |               |                     |                     |               |               |   |   |              |              |              |              |              |  |
|  | 1                    | Ai Sugiyama          | Ai Sugiyama      | 6           | 6           |  |  |               |                     |                     |               |               |   |   |              |              |              |              |              |  |
|  |                      | Stéphanie Dubois     | Stéphanie Dubois | 1           | 4           |  |  | 1             | Ai Sugiyama         | Ai Sugiyama         | 6             | 6             |   |   |              |              |              |              |              |  |
|  | Julija Bejhel'zymer  | Julija Bejhel'zymer  | 6(1)             | 7           | 6           |  |  |               | Julija Bejhel'zymer | Julija Bejhel'zymer | 2             | 2             |   |   |              |              |              |              |              |  |
|  | Anastasija Rodionova | Anastasija Rodionova | 7                | 5           | 2           |  |  |               |                     |                     |               |               |   |   | 1            | Ai Sugiyama  | Ai Sugiyama  | 6            | 6            |  |
|  | Julia Schruff        | Julia Schruff        | Julia Schruff    | 6           | 6           |  |  |               |                     |                     | Julia Schruff | Julia Schruff | 3 | 1 |              |              |              |              |              |  |
|  | Lauren Breadmore     | Lauren Breadmore     | Lauren Breadmore | 1           | 4           |  |  | Julia Schruff | Julia Schruff       | 6                   | 63            | 6             |   |   |              |              |              |              |              |  |
|  |                      | Melinda Czink        | 3                | 7           | 6           |  |  | Melinda Czink | Melinda Czink       | 0                   | 7             | 3             |   |   |              |              |              |              |              |  |
|  | 9                    | Cvetana Pironkova    | 6                | 63          | 2           |  |  |               |                     |                     |               |               |   |   |              |              |              |              |              |  |

### Sezione 2
|  | Primo turno      | Primo turno      | Primo turno      | Primo turno | Primo turno |  |  | Secondo turno | Secondo turno    | Secondo turno    | Secondo turno | Secondo turno |   |   | Ultimo turno | Ultimo turno    | Ultimo turno    | Ultimo turno | Ultimo turno |  |
|  |                  |                  |                  |             |             |  |  |               |                  |                  |               |               |   |   |              |                 |                 |              |              |  |
|  | 5                | Shenay Perry     | Shenay Perry     | 6           | 6           |  |  |               |                  |                  |               |               |   |   |              |                 |                 |              |              |  |
|  |                  | Evie Dominikovic | Evie Dominikovic | 1           | 2           |  |  | 5             | Shenay Perry     | Shenay Perry     | 65            | 3             |   |   |              |                 |                 |              |              |  |
|  | Laura Granville  | Laura Granville  | 4                | 6           | 6           |  |  |               | Laura Granville  | Laura Granville  | 7             | 6             |   |   |              |                 |                 |              |              |  |
|  | Martina Suchá    | Martina Suchá    | 6                | 3           | 0           |  |  |               |                  |                  |               |               |   |   |              | Laura Granville | Laura Granville | 0            | 2            |  |
|  | Monique Adamczak | Monique Adamczak | Monique Adamczak | 6           | 7           |  |  |               |                  | 7                | Peng Shuai    | Peng Shuai    | 6 | 6 |              |                 |                 |              |              |  |
|  | Kristina Barrois | Kristina Barrois | Kristina Barrois | 2           | 65          |  |  |               | Monique Adamczak | Monique Adamczak | 4             | 1             |   |   |              |                 |                 |              |              |  |
|  | 7                | Peng Shuai       | 4                | 6           | 6           |  |  | 7             | Peng Shuai       | Peng Shuai       | 6             | 6             |   |   |              |                 |                 |              |              |  |
|  |                  | Meilen Tu        | 6                | 4           | 2           |  |  |               |                  |                  |               |               |   |   |              |                 |                 |              |              |  |

### Sezione 3
|  | Primo turno        | Primo turno         | Primo turno         | Primo turno | Primo turno |  |  | Secondo turno     | Secondo turno     | Secondo turno | Secondo turno | Secondo turno |   |   | Ultimo turno  | Ultimo turno  | Ultimo turno | Ultimo turno | Ultimo turno |  |
|  |                    |                     |                     |             |             |  |  |                   |                   |               |               |               |   |   |               |               |              |              |              |  |
|  |                    | Vera Duševina       | Vera Duševina       | 6           | 6           |  |  |                   |                   |               |               |               |   |   |               |               |              |              |              |  |
|  | 3                  | Meghann Shaughnessy | Meghann Shaughnessy | 3           | 0           |  |  | Vera Duševina     | Vera Duševina     | 4             | 6             | 6             |   |   |               |               |              |              |              |  |
|  | Varvara Lepchenko  | Varvara Lepchenko   | Varvara Lepchenko   | 6           | 6           |  |  | Varvara Lepchenko | Varvara Lepchenko | 6             | 3             | 1             |   |   |               |               |              |              |              |  |
|  | Trudi Musgrave     | Trudi Musgrave      | Trudi Musgrave      | 0           | 0           |  |  |                   |                   |               |               |               |   |   | Vera Duševina | Vera Duševina | 6            | 3            | 6            |  |
|  | Kaia Kanepi        | Kaia Kanepi         | 6                   | 64          | 6           |  |  |                   |                   | Jill Craybas  | Jill Craybas  | 1             | 6 | 1 |               |               |              |              |              |  |
|  | Aleksandra Wozniak | Aleksandra Wozniak  | 4                   | 7           | 3           |  |  | Kaia Kanepi       | Kaia Kanepi       | Kaia Kanepi   | 2             | 5             |   |   |               |               |              |              |              |  |
|  |                    | Jill Craybas        | Jill Craybas        | 6           | 7           |  |  | Jill Craybas      | Jill Craybas      | Jill Craybas  | 6             | 7             |   |   |               |               |              |              |              |  |
|  | 6                  | Nathalie Dechy      | Nathalie Dechy      | 3           | 64          |  |  |                   |                   |               |               |               |   |   |               |               |              |              |              |  |

### Sezione 4
|  | Primo turno     | Primo turno     | Primo turno     | Primo turno | Primo turno |  |  | Secondo turno   | Secondo turno   | Secondo turno   | Secondo turno   | Secondo turno |   |   | Ultimo turno  | Ultimo turno  | Ultimo turno | Ultimo turno | Ultimo turno |  |
|  |                 |                 |                 |             |             |  |  |                 |                 |                 |                 |               |   |   |               |               |              |              |              |  |
|  | 4               | Aravane Rezaï   | 6               | 4           | 6           |  |  |                 |                 |                 |                 |               |   |   |               |               |              |              |              |  |
|  |                 | Emily Hewson    | 1               | 6           | 2           |  |  | 4               | Aravane Rezaï   | 6               | 4               | 1             |   |   |               |               |              |              |              |  |
|  | Juliana Fedak   | Juliana Fedak   | 6               | 2           | 6           |  |  |                 | Juliana Fedak   | 4               | 6               | 6             |   |   |               |               |              |              |              |  |
|  | Emma Laine      | Emma Laine      | 1               | 6           | 3           |  |  |                 |                 |                 |                 |               |   |   | Juliana Fedak | Juliana Fedak | 4            | 7            | 6            |  |
|  | Sun Tiantian    | Sun Tiantian    | 7               | 2           | 6           |  |  |                 |                 | Julia Vakulenko | Julia Vakulenko | 6             | 5 | 3 |               |               |              |              |              |  |
|  | Alberta Brianti | Alberta Brianti | 5               | 6           | 4           |  |  | Sun Tiantian    | Sun Tiantian    | Sun Tiantian    | 2               | 6             |   |   |               |               |              |              |              |  |
|  |                 | Julia Vakulenko | Julia Vakulenko | 6           | 6           |  |  | Julia Vakulenko | Julia Vakulenko | Julia Vakulenko | 6               | 7             |   |   |               |               |              |              |              |  |
|  | 8               | Vania King      | Vania King      | 4           | 2           |  |  |                 |                 |                 |                 |               |   |   |               |               |              |              |              |  |